# McDonald's Video Game
McDonald's Vídeo Game é um jogo online flash publicado e desenvolvido pela La Molleindustria em 2006. É descrito como um "anti-advergame", significando uma sátira de várias empresas e suas práticas de negócios.
McDonald's Video Game é uma paródia das práticas comerciais do gigante corporativo McDonald's, travestido de um jogo de simulação. O jogo apresenta ao jogador quatro pontos de vista: a fazenda, o matadouro, o restaurante e o QG corporativo. Através de cada uma dessas visões, podem ser tomadas decisões que afetarão o destino da empresa do jogador. No jogo, o jogador assume o papel de CEO do McDonald's, escolhendo se deve alimentar as vacas com grãos geneticamente alterados, arar sobre florestas tropicais ou alimentar o gado com proteína animal (uma prática conhecida por espalhar a doença da vaca louca). O jogador também pode escolher estratégias de publicidade e corrupção pública para neutralizar ações externas prejudiciais à empresa.
Algumas opções dentro do jogo, como a de demolir aldeias e florestas tropicais ou subornar funcionários públicos, mostram a empresa de maneira pejorativa. Esses aspectos do jogo não são nada lisonjeiros para o McDonald's, que emitiu uma declaração dizendo que o jogo não tem associação com a mesma e, portanto, é uma completa deturpação da equipe e de seus valores.
Em alguns sites, a La Molleindustria lançou uma versão do jogo chamada Burger Tycoon, que é idêntica à original, exceto pelo fato de que elimina todas as menções ao McDonald's, como o logotipo da franquia e um urso substituindo o mascote Ronald McDonald. Isso foi feito para evitar sanções de direitos autorais.
O jogo foi traduzido para nove idiomas: inglês, espanhol, italiano, finlandês, dinamarquês, turco, português, francês e alemão.